# Benedikt Blinishti
Benedikt Blinishti też jako: Benoit Blinishti (ur. w 1894 w Stambule, zm. 1966 w Szkodrze) – albański polityk, prawnik i dyplomata, minister sprawiedliwości w roku 1924 w rządzie Iljasa Vrioniego.

## Życiorys
Urodził się w Stambule, w rodzinie imigrantów albańskich pochodzących ze Szkodry, był synem Nikolle i Rosy. W latach 1912–1917 odbył studia prawnicze w Stambule i po ich zakończeniu podjął pracę jako adwokat w Szkodrze. W 1919 rozpoczął pracę w albańskim ministerstwie spraw zagranicznych i wziął udział w obradach konferencji pokojowej w Paryżu jako przedstawiciel Albańczyków ze Stambułu. W 1920 objął stanowisko przedstawiciela Albanii przy Lidze Narodów, a także konsula albańskiego w Szwajcarii. W 1923 podpisywał umowę pomiędzy rządem Albanii, a Ligą Narodów w sprawie wyznaczenia przez Ligę doradcy finansowego rządu albańskiego (został nim Węgier Jan Hunger). W tym samym roku brał udział w negocjacjach dotyczących statusu Albańczyków zamieszkujących grecką Czamerię. W 1923 pełnił funkcję konsula generalnego w Genewie.
W 1924 przez kilka miesięcy sprawował funkcję ministra sprawiedliwości. Po dymisji powrócił do pracy w resorcie spraw zagranicznych i w 1929 awansował na stanowisko dyrektora Wydziału Konsularnego. W 1940 znalazł się w składzie pro-włoskiej Rady Państwa. W 1945 został aresztowany przez funkcjonariuszy Departamentu Obrony Ludu i skazany na 7 lat więzienia. 6 grudnia 1946 jego rodzina otrzymała od władz komunistycznych nakaz opuszczenia Tirany. Po opuszczeniu więzienia Blinishti osiedlił się w Lezhy, gdzie spędził ostatnie lata życia.